# میهالیچ (استان خاسکوو)
میهالیچ (به بلغاری: Mihalich) یک منطقهٔ مسکونی در بلغارستان است که در شهرستان اسویلنگراد واقع شده‌است.